# قصه پیتر خرگوشه (کتاب)
«قصه پیتر خرگوشه» (انگلیسی: The Tale of Peter Rabbit) کتابی از بئاتریکس پاتر است که توسط انتشارات فردریک وارن و شرکا منتشر شده‌است. قصه کتاب در مورد یک خانواده خرگوش است که مادر خانواده قصد رفتن به خرید را دارد. مادر به فرزندانش می‌گوید که می‌توانند تا سر کوچه بروند و تمشک بچینند اما به باغ آقای مک گرگور نزدیک نشوند، چون پدر آنها در آنجا بوده که میان کیک خورده شده‌است. فلاپسی، ماپسی و کاتن تیل که دختر خرگوشانی حرف گوش‌کن بوده‌اند به حرف مادر گوش می‌کنند اما پیتر خرگوشه مستقیماً به باغ آقای مک گرگور می‌رود و اتفاقات بدی برایش رخ می‌دهد، از جمله اینکه کت و کفش خود را از دست می‌دهد. در قصه بنجامین خرگوشه که کتاب دیگر خانم بیتریکس پاتر است پیتر با کمک پسردایی خود بنجامین کت و کفش خود را پس خواهد گرفت.